# Fedorivka, Sakî
Fedorivka (în ucraineană Федорівка) este un sat în așezarea urbană Novofedorivka din raionul Sakî, Republica Autonomă Crimeea, Ucraina.

## Demografie
Componența lingvistică a localității Fedorivka
     Rusă (67,39%)
     Ucraineană (28,26%)
     Română (2,17%)
     Belarusă (2,17%)
Conform recensământului din 2001, majoritatea populației localității Fedorivka era vorbitoare de rusă (67,39%), existând în minoritate și vorbitori de ucraineană (28,26%), română (2,17%) și belarusă (2,17%).